# Before I Forget (album)
Pour l’article homonyme, voir Before I Forget.
Albums de Jon Lord
Sarabande (album)
(1976) Pictured Within
(1998)
Before I Forget est le troisième album studio de Jon Lord, sorti en 1982, et composé de huit titres plutôt conventionnels, sans orchestre. La plupart des œuvres sont soit des morceaux de rock grand public (Hollywood Rock and Roll, Chance on a Feeling) ou, surtout sur la face B, une série de ballades anglaises au piano chantées par le duo mère-fille, Vicki et Sam Brown, et le chanteur Elmer Gantry. 
L'album inclut également le batteur de session prolifique Simon Phillips (The Who, Toto, etc), Simon Kirke (Free, Bad Company), Boz Burrell (King Crimson), Mick Ralphs, et les compères ou anciens compères de Jon Lord dans Whitesnake et Deep Purple, Cozy Powell, Neil Murray, Bernie Marsden et Ian Paice. 
Sur cet album, Lord,qui est à cette époque membre de Whitesnake, joue plus de synthétiseurs qu'avant, principalement pour conserver une intimité avec le matériel et pour créer une atmosphère de jam avec de vieux amis comme Tony Ashton, son ancien complice dans Paice, Ashton, Lord.[réf. nécessaire].
Jon Lord y réinterprète également à sa manière des pièces classiques : un air traditionnel de Thomas Tallis (Tender Babes), Toccata et fugue en ré mineur de Jean-Sébastien Bach (Bach onto this), et en bonus sur le CD réédité en 1999, Pavane pour une infante défunte de Maurice Ravel (Pavane).

## Titres
Tous les titres sont écrits par Jon Lord, à l'exception de Say It's Alright écrit par Jon Lord et Elmer Gantry.

### Version originale LP (1982)

#### Face A
1. Chance on a Feeling – 4:06
2. Tender Babes (O Ye Tender Babes) (Thomas Tallis, arrangé par Jon Lord) – 4:04
3. Hollywood Rock And Roll 4:06
4. Bach Onto This (Toccata et fugue en ré mineur, BWV 565) (Jean-Sébastien Bach, arrangé par Jon Lord) – 7:59

#### Face B
1. Before I Forget – 5:04
2. Say Its Alright – 4:47
3. Burntwood – 4:00
4. Where Are You ? – 5:00

### Réédition CD (1999)
1. Chance on a Feeling – 4:05
2. Tender Babes – 4:02
3. Hollywood Rock And Roll 4:11
4. Bach Onto This  – 8:02
5. Before I Forget – 5:05
6. Say Its Alright – 4:50
7. Burntwood – 4:05
8. Where Are You ? – 5:04
9. Going Home – 4:02
10. Pavane (Maurice Ravel, arrangé par Jon Lord) – 3:54
11. Lady – 5:31
12. For A Friend – 6:28
13. Interview de Jon Lord – 16:43

## Musiciens
D'après le livret inclus avec l'album
- Jon Lord - piano, orgue, claviers, mini Moog
- Vicky Brown - chant (6, 11), chœurs (1, 3, 5, 6)
- Tony Ashton - chant  (3)
- Elmer Gantry - chant (8)
- Sam Brown - chœurs (1, 3, 5, 6)
- Bernie Marsden - guitare (1, 4), chant (1)
- Mick Ralphs - guitare (3, 6, 9)
- Neil Murray - basse (1, 2, 4, 7)
- Boz Burrell - basse (3)
- Ian Paice - batterie (1, 5)
- Simon Phillips - batterie (4, 6)
- Cozy Powell - batterie (2)
- Simon Kirke - batterie (3)